# Делинешти (Караш-Северин)
Делинешти (рум. Delinești) насеље је у Румунији у округу Караш-Северин у општини Палтиниш. Oпштина се налази на надморској висини од 245 m.

## Прошлост
Аустријски царски ревизор Ерлер је 1774. године констатовао да место припада Букошничком округу, Карансебешког дистрикта. Становништво је било претежно влашко.
С. Стојановић из Делинешћа је 1860-1861. године био претплатник "Србског дневника" из Новог Сада.

## Становништво
Према подацима из 2002. године у насељу је живело 520 становника, од којих су сви румунске националности.